# Conde de Valbranca
O título de Conde de Valbranca foi criado por decreto do rei D. Carlos I de Portugal, datado de 20 de Janeiro de 1890, a favor de Emil Weiss.

## Titulares
1. Emil Hans Weiss.
```
2. Hans Weiss
```

O título encontra-se actualmente